# 柴沼醤油醸造
柴沼醤油醸造株式会社（しばぬましょうゆじょうぞう、英語: Shibanuma-syouyu Co., Ltd.）は、日本の醤油醸造業者。茨城県土浦市虫掛に本社を置き、茨城県醤油工業協同組合が併設されている。
かつて千葉県野田市・銚子市と並んで醤油醸造の「関東三大銘柄地」と呼ばれていた土浦市に現存する、唯一の醤油醸造業者である。

## 歴史

### 創業と醤油屋仲間への加入
元禄元年（1688年）、初代・柴沼正左衛門が創業。現在の茨城県域ではダイズやコムギの生産が盛んで、江戸とは利根川水系を利用した水運で結ばれていたことから、醤油醸造業に適した条件がそろっていた。土浦には大黒屋勘兵衛や色川三郎兵衛などの醸造業者があり、これらは「江戸蔵」と呼ばれ専ら江戸に出荷していたが、柴沼醤油は創業当時から地元消費用として生産していたため、「地元蔵」と呼ばれた。元禄年間（1688年 - 1703年）は庶民が醤油を使い始めるようになった頃であり、自給を兼ねて利潤の高い醤油の生産が各地の町村で行われるようになった。柴沼家は藩主・土屋家の手印醤油の醸造を行っていた。
宝暦11年2月3日（グレゴリオ暦：1761年3月9日）、土浦の醤油醸造業者9名によって「醤油屋仲間」が結成された。結成の背景には、時の老中・田沼意次が株仲間の結成を奨励したことや同業者増加による競争過多もあるが、直接の契機となったのは、江戸へ船で醤油を出荷する際に、不正を働いた者がおり、土浦のブランドに傷が付く事件が発生したためである。柴沼醤油の柴沼庄左衛門は当初この仲間に加わっていなかったが、天明6年（1786年）より仲間に加入し、色川家と同格として扱われた。
幕末になると醤油業者は次々と廃業に追い込まれていくが、柴沼醤油は江戸の割烹・料亭への卸売という新しい販路を開拓して生き残った。

### 醤油醸造組合の時代
醤油屋仲間は水野忠邦による天保の改革で株仲間の解散が命じられた後も存続し、1872年（明治5年）に解散、同業組合に移行し、1895年（明治28年）に土浦醤油醸造組合へ名称変更した。1898年（明治31年）度の柴沼醤油の醤油醸造量は1,118石（約201kL）であり、土浦醤油醸造組合全体の4分の1にあたる量を生産していた。
さらに土浦醤油醸造組合は石岡の組合と合流、1911年（明治44年）2月25日に「新治郡醤油醸造組合」が発足した。同年度の柴沼醤油合名会社の生産高は2,921石（約527 kL）まで伸びている。一方で、土浦の醤油醸造業界を牽引してきた大黒屋勘兵衛は醤油醸造業および土浦から退き、東京・日本橋の支店を本拠に移して食品卸業者の国分株式会社となった。国分は大久保武右衛門に醤油醸造業を譲り、大久保は「かね大」の商標で醤油を生産していたが、戦中に閉鎖された。色川三郎兵衛は1883年（明治16年）にオランダで開かれた万国博覧会で金牌を獲得するなど評価されたが、霞ヶ浦への堤防建設に私財を使い廃業した。色川三郎兵衛の醤油屋跡には土浦警察署が建設された。
1918年（大正7年）の筑波鉄道筑波線開通に際して、それまで荷馬車や桜川の水運に頼っていた柴沼醤油は、「これからの出荷は鉄道だ」として誘致運動を開始、筑波鉄道の株式購入、駅舎の建設用地1,000坪（3,305.785 m2）を無償で提供した。鉄道誘致は耕地をつぶされるだけだとして、住民の猛反発を受けたが、賛成派代表として柴沼良之助は尽力し、常名（ひたな）経由で建設される予定だった鉄道を工場付近に敷設することに成功した。
昭和初期になると、満州（現中国東北区）からダイズの輸入が始まり、地場産業としての土浦の醤油醸造の利点が失われ、1942年（昭和17年）からは戦時体制による業者の移転・廃業が相次いだ。

### 戦後
第二次世界大戦後の1949年（昭和24年）、茨城県内に200軒あった醸造業者は1980年（昭和55年）には70軒に減少、2017年（平成29年）現在の茨城県醤油工業協同組合の会員企業は19社である。
柴沼醤油醸造は商品の多様化と差別化を図っている。歌舞伎俳優松本幸四郎は2000年（平成12年）、柴沼醤油醸造の代表的な醤油「紫峰」が最もおいしいと評価した。
2011年（平成23年）3月11日に発生した東日本大震災では大正時代の瓦が破損した一方、江戸時代から残る母屋は無傷だった。2012年（平成24年）2月17日に発表された「優良ふるさと食品中央コンクール」（食品産業センター主催）にて柴沼醤油の「お常陸」が農林水産大臣賞を受賞した。「お常陸」が受賞するまでに茨城県内では6つの商品がコンクールで入賞しているが、農林水産大臣賞を受賞したのは、初めてのことである。
2017年（平成29年）には輸出を強化するために柴沼醤油インターナショナルを設立、2018年（平成30年）4月には柴沼醤油醸造の18代目が関連企業・きのか蔵株式会社をつくば市に設立し、野菜スープや蜂蜜などの食品を生産している。

## 生産と流通

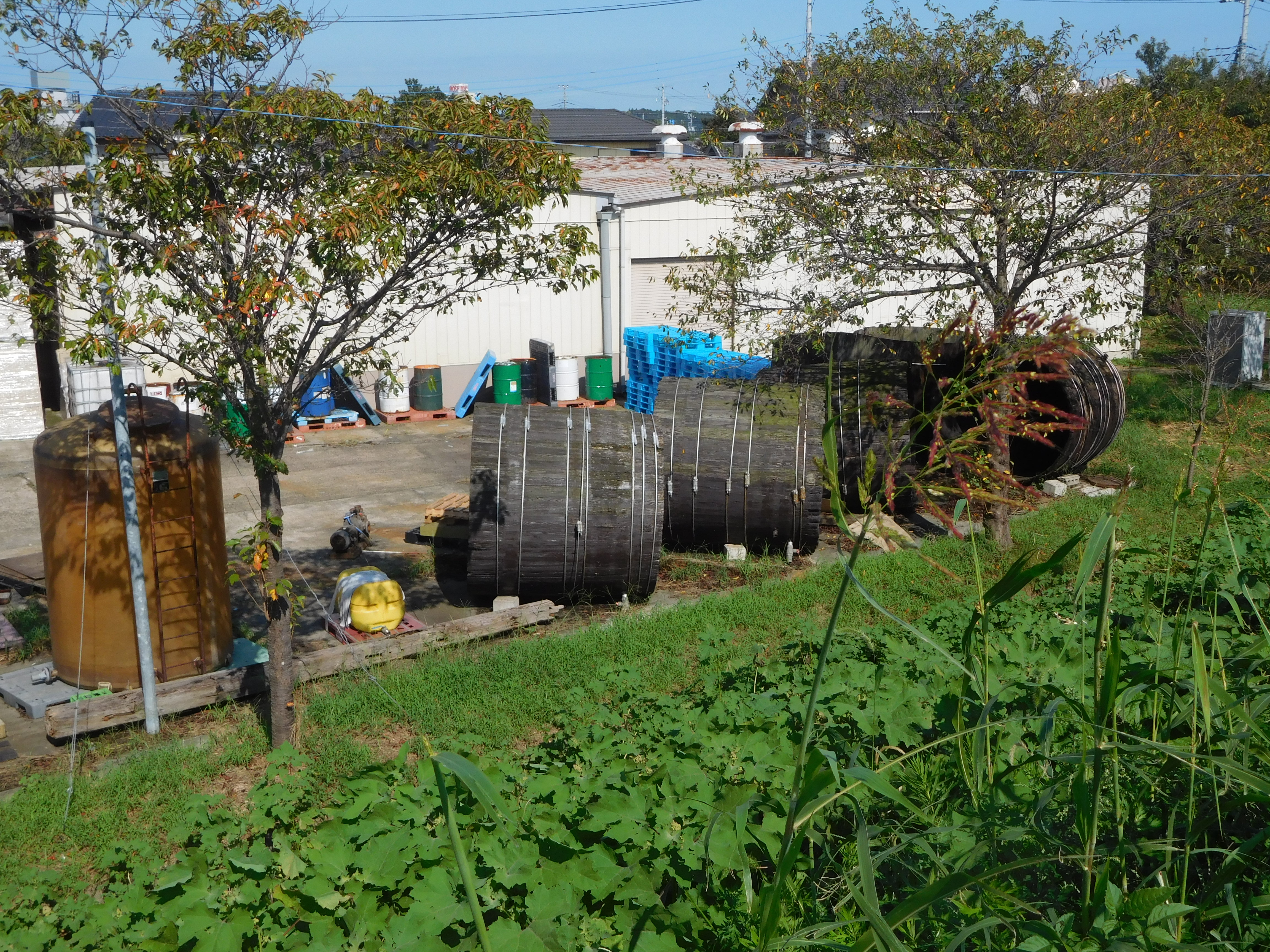
柴沼醤油醸造が使っていた木桶

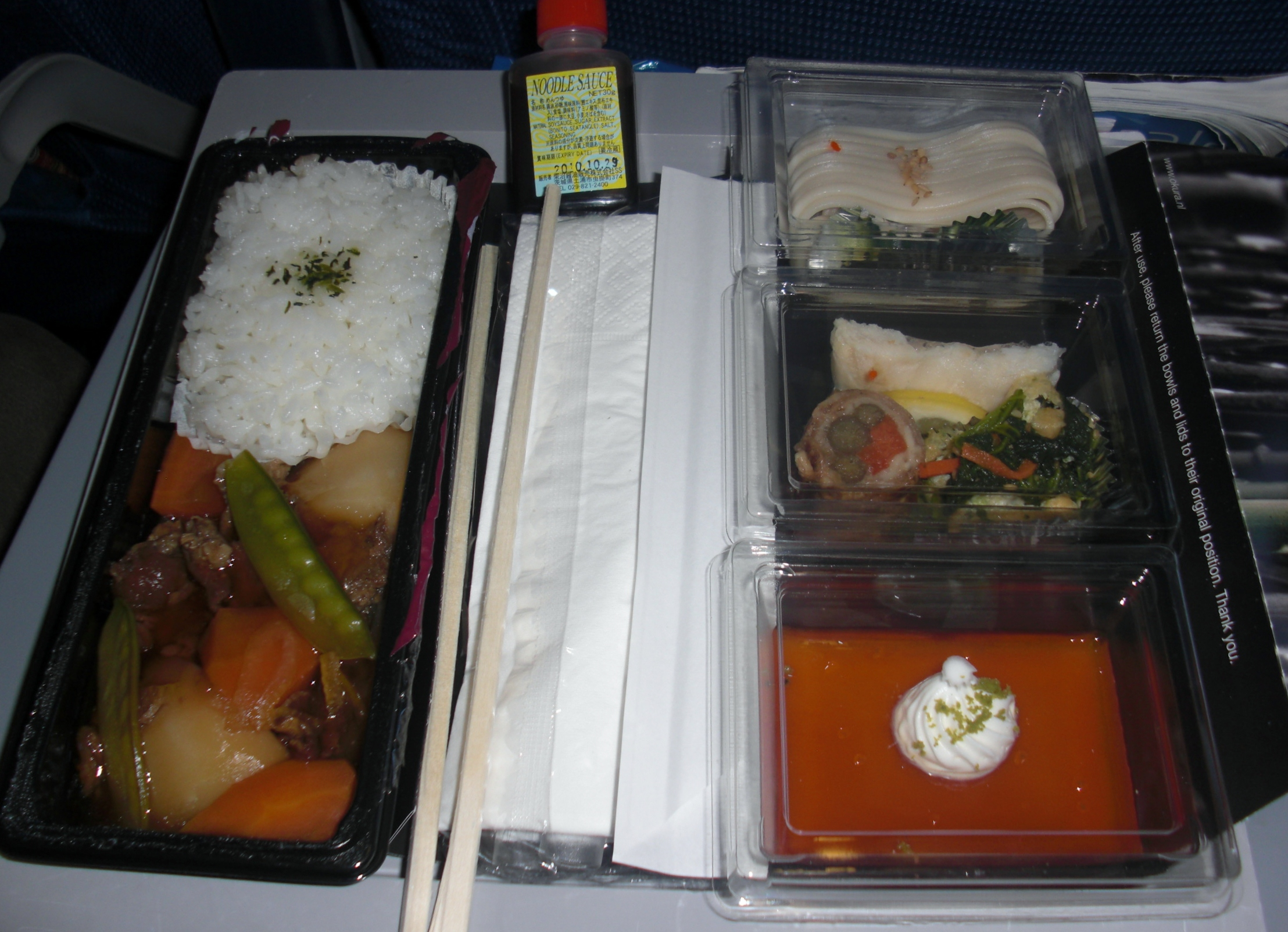
KLMオランダ航空の機内食
写真上部中央のめんつゆが柴沼醤油の製品である。

生産量は茨城県内で第1位、日本国内で第30位である。伝統的な製造工程を維持しつつ、近代的な設備の導入も一部取り入れている。現代の技術では全工程を自動化することが可能で、実際に全自動化している企業が多いが、柴沼醤油では7割の工程を職人の手作業で行っている。これが他社との差別化につながっており、経営者は「最新設備に切り替えていたら生き残れなかったかもしれない」と考えている。江戸時代から明治時代より伝わる蔵や木桶を使い、そこで繁殖した微生物が醤油の旨味を出している。
醤油の搾りかすは醤油工場近隣の牧場で飼育されているウシやブタのエサになり、牛ふんや豚ふんは醤油原料となる大豆・小麦畑の肥料となることで循環ができている。
1980年代の出荷エリアは関東地方・東北地方・信越地方だった。2010年（平成22年）春からは輸出を本格化させ、オーストラリアやロシア連邦を中心に出荷し、2019年（平成31年/令和元年）にはトルコのアジア料理店SushiCoと取引を開始した。特にオーストラリアのメルボルンでは寿司屋が急増していることから需要が伸びている。輸出量は2010年実績で30tで、2015年（平成27年）の輸出額は7000万円に達し、2018年時点の売上高の比率は日本国外が15%に達している。輸出先は40か国に及び、輸出先の嗜好に合わせて味を変更している。
日本国内の主要取引先には大手の航空会社・回転寿司チェーンのカッパ・クリエイト・コンビニエンスストアが含まれ、特に日本の航空会社の機内食で使われるめんつゆのシェアは8割に達する。めんつゆは塩分が少ないため菌が繁殖しやすいが、柴沼醤油は独自の技術を導入して問題を解決し、高いシェアの獲得に至った。
価格は一般的な製品よりも高めであり、価格に見合う美味しい醤油造りを心掛けている。

### 製品
醤油のことを「むらさき」や「おしたじ」と呼ぶことがあり、それにちなんだ「紫峰」、「お常陸」という名の醤油を始め、醤油で培った技術を応用してめんつゆやタレ、ドレッシングなどの製品も作っている。醤油と関連調味料を含めた年間生産量は2018年（平成30年）現在200万t規模を維持しており、販売額は贈答用と業務用が半々となっている。
- 醤油：生、濃口、淡口、白、溜り、紫峰、紫峰の滴、お常陸、健骨
- 浅漬けの素：あわ漬、ぬか漬
- つゆ：つゆ道楽、紫峰のつゆ
- ポン酢：ゆずかつお
- タレ：北海道道南産がごめ昆布のうまとろだれ

このほか、業務用分野に力を入れており、業務用製品としてトンカツソース、ローストビーフソース、ドレッシングなどの製造も行っている。

#### お常陸
お常陸（おひたち）は、茨城県産のダイズとコムギだけを使用した木桶仕込みの生醤油である。優良ふるさと食品中央コンクール農林水産大臣賞を受賞。通常の醤油醸造の2倍の時間をかけて発酵させ、加熱処理をせずに、独自の技術で酵母を除去している。

## 商号
柴沼醤油の商号（ロゴマーク）は「キッコーショウ」（亀甲正）である。これは、土浦城の異称「亀城」にちなんだ亀甲の中に、「商売を正しくしていきたい」という創業者の精神を表した「正」を入れたものである。別の説では、亀甲に柴沼家が庄屋だったため、「ショウ」の字を採用したという。
亀甲印は、柴沼醤油以外に国分勘兵衛などの醤油屋も採用していたもので、土浦城主の土屋氏が醤油の生産を奨励したことに由来する。

## 工場見学
生産現場である近代的な設備や明治時代から続く醸造蔵は、見学可能である。工場見学は手間がかかるものの、自社の価値を伝えるための手間を惜しんではいけないとの思いから、様々な人を受け入れている。豆を蒸す様子や蔵での熟成の様子など、見学時間は約1時間、10人以上で見学することができる。
小学生の見学を積極的に受け入れており、月平均100 - 200人ほどが訪れている。